# Staciana Stitts
Staciana Stitts (Columbus, Estados Unidos, 12 de septiembre de 1981) es una nadadora retirada especialista en estilo braza. Fue olímpica en los Juegos Olímpicos de Sídney 2000 donde consiguió la medalla de oro en la prueba de 4x100 metros estilos tras nadar las series eliminatorias.
Se proclamó subcampeona mundial de 4x100 metros estilos en el año 2002 tras nadar en las pruebas eliminatorias.

## Palmarés internacional
| Juegos Olímpicos                                | Juegos Olímpicos    | Juegos Olímpicos | Juegos Olímpicos |
| Año                                             | Lugar               | Medalla          | Prueba           |
| ----------------------------------------------- | ------------------- | ---------------- | ---------------- |
| 2000                                            | Sídney ( Australia) | Medalla de oro   | 4x100 m estilos  |
| Campeonato Mundial de Natación en Piscina Corta |                     |                  |                  |
| 2002                                            | Moscú ( Rusia)      | Medalla de plata | 4x100 m estilos  |